# Харди, Кэтрин
Кэтрин Харди (в замужестве Левендер; англ. Catherine «Cathy» Hardy(-Lavender); 8 февраля 1930, Карролтон, Джорджия — 8 сентября 2017, Атланта) — американская легкоатлетка (бег на короткие дистанции), чемпионка летних Олимпийских игр 1952 года в Хельсинки, рекордсменка мира.

## Биография
Харди была третьим ребёнком из восьми детей в семье. В колледже она увлеклась баскетболом, а затем, по совету своего тренера, переключилась на лёгкую атлетику.
На Олимпиаде в Хельсинки Харди выступала в беге на 100 и 200 метров и эстафете 4х100 метров. В первой дисциплине он смогла пробиться в четвертьфинал, где пробежала дистанцию за 12,1 с. Этого результат оказался недостаточно хорош для продолжения борьбы. В беге на 200 метров Харди добралась до полуфинала, где выбыла из борьбы за медали, показав результат 24,7 с. В эстафете команда США (Мэй Фэггс, Барбара Джонс, Джэнет Морё, Кэтрин Харди), за которую Харди бежала на последнем этапе, стала олимпийской чемпионкой с результатом 45,9 с (мировой рекорд). Серебряным призёром стала Объединённая команда Германии (45,9 с), а бронзовым — команда Великобритании (46,2 с).
В 1999 году она была введена в Зал спортивной славы штата Джорджия.